# Kubeczki
Kubeczki – wieś w Polsce położona w województwie wielkopolskim, w powiecie rawickim, w gminie Pakosław.
Wieś zamieszkuje grupa etnograficzna Hazaków.
W okresie Wielkiego Księstwa Poznańskiego (1815-1848) miejscowość wzmiankowana jako Kubeczki należała do wsi mniejszych w ówczesnym pruskim powiecie Kröben (krobskim) w rejencji poznańskiej. Kubeczki należały do okręgu sarnowskiego tego powiatu i stanowiły część majątku Nowe Chojno, którego właścicielami byli wówczas (1846) chłopi oraz Marceli Czarnecki. Według spisu urzędowego z 1837 roku Kubeczki liczyły 71 mieszkańców, którzy zamieszkiwali 11 dymów (domostw).
W latach 1975–1998 miejscowość administracyjnie należała do województwa leszczyńskiego.